# 表裏一体
「表裏一体」（ひょうりいったい）は、ゆずの通算40枚目のシングル。2013年12月25日にセーニャ・アンド・カンパニーから発売。

## 概要
前作「雨のち晴レルヤ/守ってあげたい」以来、約1か月振りに発表された2013年4作目のシングル。通常盤と限定生産盤のHUNTER×HUNTER Verで発売された。
2013年9月29日のYUZU ARENA TOUR 2013 GO LANDのファイナルのマリンメッセ福岡公演2日目に「ゆず5大ニュース」の3つ目として発売が発表された
『劇場版 HUNTER×HUNTER -The LAST MISSION-』の主題歌、テレビアニメ『HUNTER×HUNTER』（日本テレビ系）のエンディングテーマとして使用。当初は2014年1月発売予定だったが、10月9日に先行配信されたTV size verが好評だったため、急遽発売が2013年12月に変更になった。
オリコン週間チャートでは「REASON」以来3作ぶりに2週連続トップ10を記録した。
今作はテレビ等でのプロモーションが同時期のシングルと比べ少なかった。発売週には「ミュージックステーションスーパーライブ」に出演したが披露されず、「春風」以降続いてきた『Mステ』のシングル発売時の‘‘連続出場”は途絶えることになる。
テレビで披露されたのは2014年2月16日（17日未明）の『LIVE MONSTER』だけだった。
二人によると本曲は『HUNTER×HUNTER』のテーマである“光と闇”に触発されて作詞作曲した。

## 収録曲

### ゆずVer.
1. 表裏一体 (5:40)
  - 作詞・作曲：北川悠仁・岩沢厚治・前山田健一 / Produced by ゆず & 前山田健一 (Five Eighth.Inc) / 編曲：前山田健一 & ゆず / ストリングスアレンジ：門脇大輔
2. 値札 (4:12)
  - 作詞・作曲：岩沢厚治 / 編曲：浜崎快声 & ゆず
  - 路上時代のごくはじめに演奏されていた曲。

### HUNTER×HUNTER Ver.
1. 表裏一体 (5:40)
2. REASON (5:07)
3. 流れ星キラリ（ゆずバージョン）(5:04)
4. 約束の唄 (4:47)
  - 作詞：北川悠仁・岩沢厚治・SINBYI / 作曲：北川悠仁・岩沢厚治・釣 俊輔 / Produced by ゆず & agehasprings / 編曲：釣 俊輔 (agehasprings)
  - 『HUNTER×HUNTER』の声優陣（潘めぐみ、伊瀬茉莉也、宮野真守、浪川大輔）が歌うゆずの書き下ろし曲。
5. REASON 〜Instrumental (2:25)
6. 流れ星☆キラリ 〜Version for orchestra (1:38)
7. 表裏一体 〜lamento for Piano (3:27)

## 表裏一体 (TV size version)
「表裏一体 (TV size version) 」（ひょうりいったい・テレビサイズバージョン）は、ゆずの配信限定シングル。2013年10月9日にセーニャ・アンド・カンパニーから配信された。

### 概要
『HUNTER×HUNTER』主題歌である「表裏一体」が、主題歌として初オンエアされた翌日からテレビサイズバージョンでiTunes、レコチョクにて配信された。
フルバージョンが発売・配信された後も、引き続き配信されている。
ジャケット写真は『HUNTER×HUNTER』のキャラクターがデザインされている。

### 収録曲
1. 表裏一体 (TV size version)  (1:33) [5]
  - 作詞・作曲：北川悠仁・岩沢厚治・前山田健一 / Produced by ゆず & 前山田健一 (Five Eighth.Inc) / 編曲：前山田健一 & ゆず / ストリングスアレンジ：門脇大輔